# RTS Regionalfernsehen Salzburg
RTS - Regional TV Salzburg (RTS Regionalfernsehen GmbH) ist ein privater, regionaler Rundfunkveranstalter mit Sitz in Wals-Siezenheim. Der Sender nahm am 4. November 2009 seinen Betrieb auf. Er ist im Besitz von vier Privatpersonen und beschäftigt 18 Angestellte. RTS produziert pro Woche vier halbstündige, redaktionelle Fernsehformate. Im Jahr 2020 hat RTS die ehemaligen Räumlichkeiten von ServusTV übernommen und ist im obersten Stock des Greentowers beheimatet.

## Empfang und Sendeschema
RTS ist im Kabelnetz der Salzburg AG, auf A1 Xplore TV und via Internet-Livestream rund um die Uhr empfangbar. Am Satellitenfenster R9 Österreich HD ist RTS täglich von 15:00–16:00 Uhr und von 21:00–22:00 Uhr zu sehen.
RTS produziert eigenständig vier halbstündige, salzburgbezogene Formate pro Woche sowie zusätzlich das koproduzierte überregionale Format ÖsterreichBlick. Ausgenommen vom Satellitenempfang werden alle Sendeformate von RTS eine Woche lang, rund um die Uhr in einem Loop wiederholt. RTS pflegt damit ein Wochenprogramm mit regionalen Magazinthemen und produziert keine tagesaktuellen Nachrichten. Das bekannteste Format ist das Salzburg Magazin, das mittwochs und freitags neu erscheint. Weitere langjährige Formate sind RTS Sport kompakt, Kultur Format, Bunter Leben, PULS - Das Gesundheitsmagazin und die -Doku-Reihe Orte, Zeit & Zeugen. Der ebenfalls wöchentlich erscheinende ÖsterreichBlick ist eine Koproduktion der neun Regionalsender der R9-Gruppe.

## Inhaltliche Ausrichtung und Arbeitsweise
Die Berichterstattung von RTS hat einen starken regionalen Fokus. Laut eigenen Angaben legt das Rundfunkunternehmen besonderen Wert auf konstruktiven und respektvollen Journalismus und will ausschließlich gewaltfreies und familienfreundliches Fernsehen produzieren.
RTS beschäftigte im Jahr 2024 17 Angestellte. Zudem sind etliche freiberufliche Mitarbeiter für den Sender tätig. Die Redaktion beschäftigt aus Gründen der Effizienz ausschließlich Videojournalisten, die sowohl die Kamera-, Schnitt- und Recherchearbeiten für Fernsehbeiträge eigenständig abwickeln.

## Reichweiten
Laut einer IMAS Reichweitenanalyse vom Februar 2020 (n=700) haben 94.000 Salzburgern zumindest in der letzten Woche RTS gesehen. Auf Basis der Gesamtbevölkerung sieht jeder fünfte Salzburg (21 %) zumindest wöchentlich RTS. Die durchschnittliche Verweildauer eines Sehers beträgt 14,3 Minuten. Innerhalb Salzburgs ist ein Süd-Nord-Gefälle messbar. RTS erreicht bei Befragten aus den südlichen Bezirken (Tennengau, Pongau, Pinzgau, Lungau) vergleichsweise höhere Bekanntheitswerte.

## Organisation
Medieninhaber von RTS ist die RTS Regionalfernsehen GmbH. Eigentümer sind zu je 50 % Mitglieder der Familien Aichinger und Struber. Geschäftsführer Josef Aichinger ist Unternehmer und ehemaliger Politiker (ÖVP), er war Vizebürgermeister der Gemeinde Abtenau in Salzburg. Miteigentümer Christian Struber war Bürgermeister der Gemeinde Sankt Koloman in Salzburg.
Prokuristin ist Susanne Gusenbauer, die Programmleitung hat 2024 die langjährige Videojournalistin Manuela Kunzier übernommen. Evelyn Laimer zeichnet für den Vertrieb des Unternehmens hauptverantwortlich.

## RTS als Mitglied der R9 Gruppe
Im Jahr 2013 haben sich neun Regionalsender aus allen neun Bundesländern zur Dachmarke R9 zusammengeschlossen. R9 Österreich HD ist seit 2015 auch auf dem Satelliten Astra 19,2° Ost empfangbar, und damit auch RTS. Ziel der R9 Regional TV Austria GmbH ist es, regionales Fernsehen auf nationaler Ebene zu vermarkten. Das bundesländerübergreifende Magazin ÖsterreichBlick wurde 2015 mit dem Romy-Akademiepreis geehrt.
Im Jahr 2020 hat RTS im Auftrag der R9-Gruppe ein nationales HbbTV-Portal federführend mitentwickelt. Durch dieses digitale On-Demand-Angebot sind alle Sender der R9 Gruppe auf nur einem Kanal (R9 Österreich HD) rund um die Uhr per Knopfdruck (Red Button) abrufbar. Das HbbTV-/On-Demand-Portal hat RTS auch in sein Kabelsignal integriert. Die RTR hat dieses Projekt aus dem Digitalisierungsfonds mit 75.410 € unterstützt.